# Eisenbahnunfall von Anchieta
Bei dem Eisenbahnunfall von Anchieta fuhr am 4. März 1952 zwischen den Bahnhöfen Anchieta und Olinda, Brasilien, ein Güterzug in zwei entgleiste, hölzerne Personenwagen eines überbesetzten Vorortzuges. 119 Tote und mindestens 250 Verletzte waren die Folge.

## Ausgangslage
Gegen 8 Uhr 40 am Morgen des Unfalltages fuhr auf einer Bahnstrecke der Estrada de Ferro Central do Brasil (Brasilianische Zentraleisenbahn) ein von einer Dampflokomotive gezogener, überfüllter Vorortzug mit geringer Geschwindigkeit beim Bahnhof Anchieta über den Fluss Pavuna. Anchieta liegt etwa 30 km nördlich des Stadtzentrums von Rio de Janeiro. Es war damals üblich, dass diese Züge völlig überbesetzt waren, Fahrgäste auf den Dächern der Personenwagen sowie zwischen und unter den Wagen mitreisten. Das Gleis, über das der Zug fuhr, wies einen Schienenbruch auf, der daraus resultierte, dass hier viel schwerere Züge verkehrten, als die, für die die Strecke ausgelegt war.

## Unfallhergang
Zwei alte Wagen in Holzbauart des Personenzuges entgleisten bei der Überfahrt über den Schienenbruch und stürzten auf das Gleis für den Verkehr der Gegenrichtung. Unmittelbar nach diesem Unfall fuhr ein von einer Elektrolokomotive gezogener Güterzug, der in der Gegenrichtung verkehrte, in die beiden entgleisten Wagen hinein, zertrümmerte sie und schob sie ineinander. Augenzeugen berichteten, dass dabei Menschen in alle Richtungen geschleudert wurden.

## Folgen
Der Lokomotivführer der Dampflokomotive beging mit seiner Maschine Fahrerflucht. Grund dafür war eine strafrechtliche Bestimmung, nach der ein Lokomotivführer, der an der Unfallstelle oder 48 Stunden danach festgenommen wurde, zeitlich unbegrenzt in Untersuchungshaft genommen werden konnte, danach aber in Freiheit blieb, wenn er nicht verurteilt wurde.
Die Estrada de Ferro Central do Brasil, eine Staatsbahn, war bekannt für den verrotteten Zustand ihrer Eisenbahninfrastruktur. Fast täglich gab es tödliche Unfälle und allein im Jahr 1950 wurden 1442 Entgleisungen verzeichnet. Dies war der dritte, schwere Unfall mit mehr als fünfzig Toten in Brasilien innerhalb eines Jahres (vgl.: Eisenbahnunfall von Nova Iguaçu und Eisenbahnunfall von Piquet Carneiro).
Der Unfall führte zu einem öffentlichen Aufschrei, der von der brasilianischen Presse angeführt wurde. Der Bahnhof Dom Pedro Segundo in Rio de Janeiro musste gegen Demonstranten durch die Polizei geschützt werden. Der Untersuchungsbericht der Eisenbahngesellschaft kam zu dem Schluss, dass die Bahn sich in einem bedauernswerten und gefährlichen Zustand befinde. Staatspräsident Getúlio Vargas ordnete daraufhin die sofortige Instandsetzung von 200 km Strecke an, von denen bekannt war, dass sie sich in einem gefährlichen Sicherheitszustand befanden. Weiter wurden 200 neue elektrische Lokomotiven und eine Anzahl neuer Wagen beschafft, um die Sicherheit und die Verlässlichkeit der Eisenbahn zu erhöhen. Finanziert wurde das durch im Ausland ausgegebene Anleihen.